# Castronuevo de Esgueva
Castronuevo de Esgueva (appelé Castronuevo jusqu'en 1877) est une commune de la province de Valladolid dans la communauté autonome de Castille-et-León en Espagne.

## Sites et patrimoine
- Église Santa María de la Concepción (es)

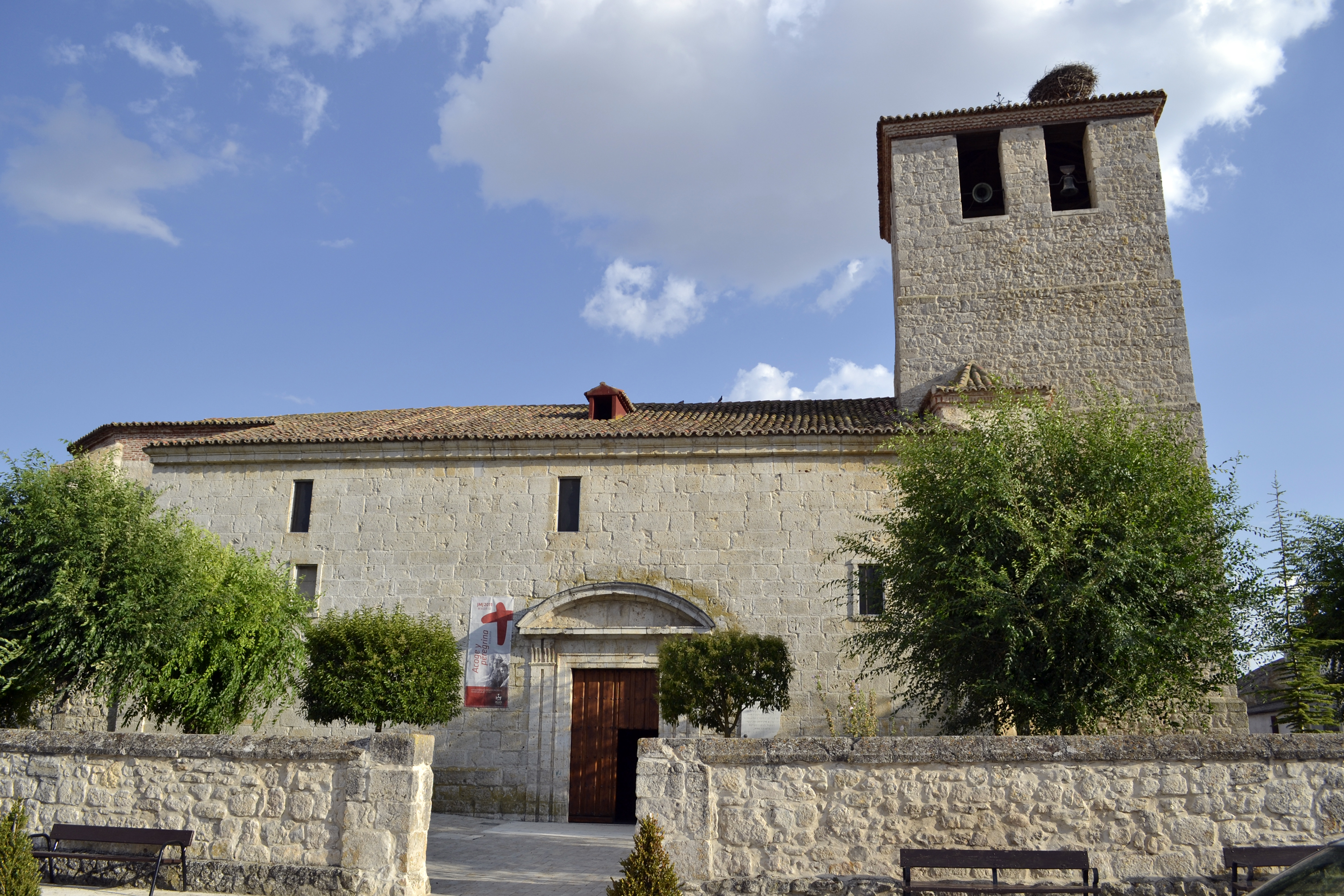
Église Santa María de la Concepción.
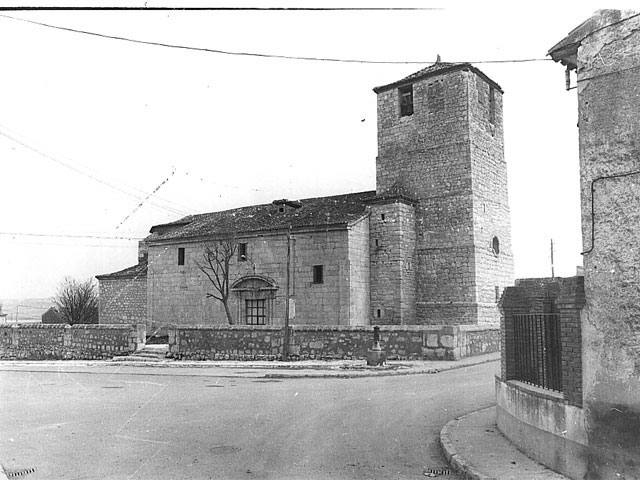
Église Santa María de la Concepción. Fondation Joaquín Díaz.